# ВЕС Варсвік
ВЕС Варсвік — наземна вітрова електростанція у південній частині Швеції.
Майданчик для станції обрали за 70 км на північ від Стокгольма, біля міста Hallstavik у комуні Норртельє. Тут встановили 17 турбін данської компанії Vestas типу V112/3000 з одиничною потужністю 3 МВт. Діаметр їх ротора становить 112 метрів, висота башти — 129 метрів.
Річне виробництво електроенергії очікується на рівні 165 млн кВт·год.